# Hypercompe kennedyi
Hypercompe kennedyi là một loài bướm đêm thuộc phân họ Arctiinae, họ Erebidae.